# 黑里夫
黑里夫（羅馬化：Khyriv），亦译为黑罗夫，是烏克蘭西部利維夫州桑比爾區黑里夫市镇内的城市及其行政中心。距離州府利沃夫89公里，毗鄰與波蘭接壤的邊境，面積3.43平方公里，海拔高度338米，2022年人口4,104。